# Piotr Markiewicz

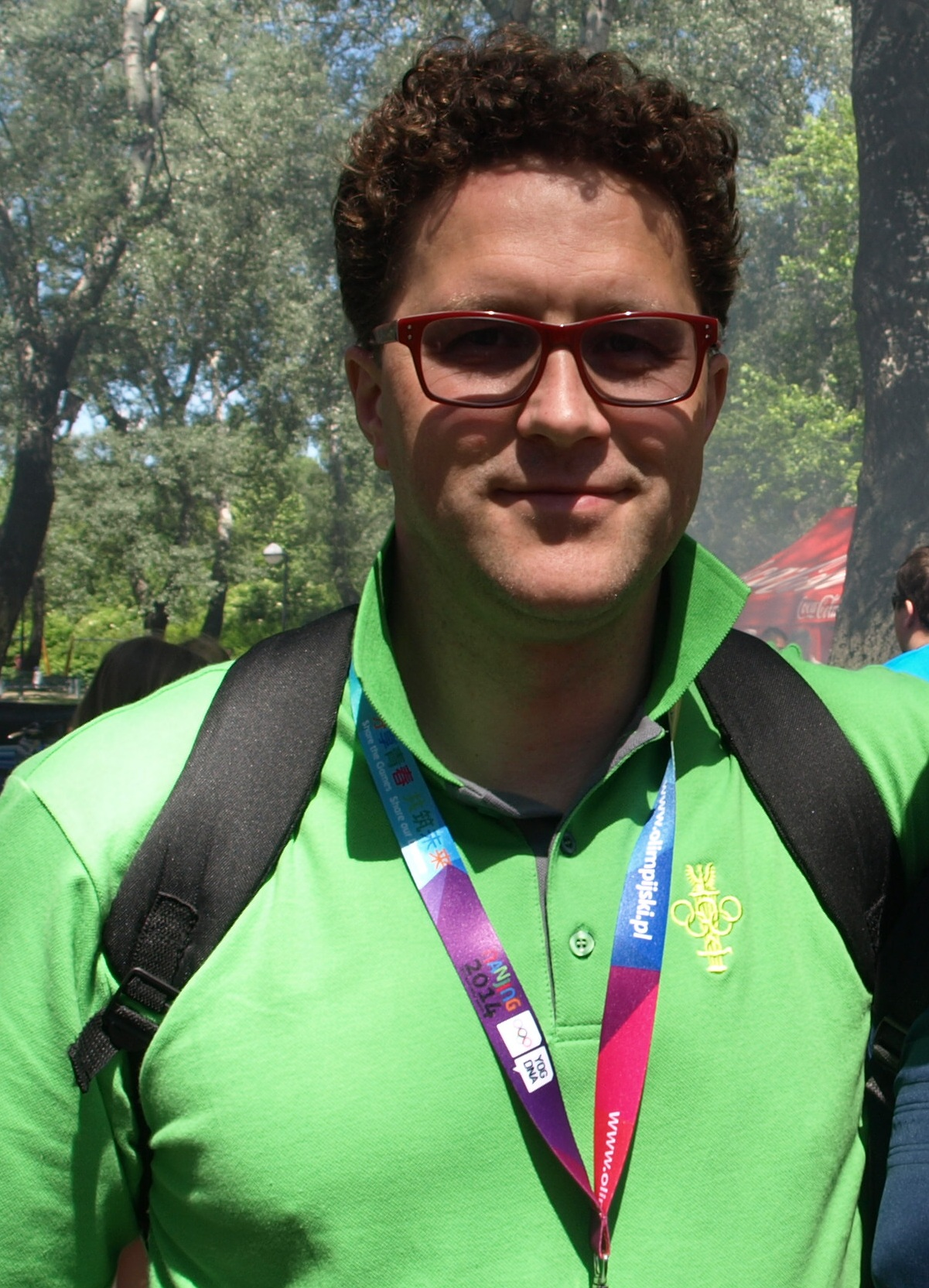
Piotr Markiewicz

Piotr Markiewicz, född den 3 september 1973 i Sejny, Polen, är en polsk kanotist.
Han tog OS-brons i K-1 500 meter i samband med de olympiska kanottävlingarna 1996 i Atlanta.